# Truth Hurts
Shari Watson (St. Louis, Missouri, Estados Unidos em 10 de Outubro de 1971) conhecida como Truth Hurts, é uma cantora e compositora americana de R&B contemporâneo. Ela contribuiu para o recente lançamento do álbum solo de John Frusciante. Watson aparece em duas faixas do disco.

## Discografia

### Álbuns
| Informação do Álbum |
| --- |
| Truthfully Speaking - Lançamento: 25 de Junho de 2002 - Posições: #5 Billboard; #61 UK - Singles: "Addictive", "The Truth" - Sales: 338,000 cópias |
| Ready Now - Lançamento: 1 de Junho de 2004 - Posições: #173 Billboard - Singles: "Ready Now"                                                       |

### Singles
- 2002: "Addictive" (participando Rakim) (US #9, US R&B #2, UK #3,[3] GER #9)
- 2002: "The Truth" (participando R. Kelly) (R&B #47)
- 2002: "I'm Not Really Lookin' (participando DJ Quik)
- 2004: "Ready Now"
- 2010: "Smoke"

## Aparições como convidado
| Título          | Ano  | Outro(s) artista(s)   | Álbum                                |
| --------------- | ---- | --------------------- | ------------------------------------ |
| "Nasty Mind"    | 2001 | D12                   | Devil's Night                        |
| "Come 2Nyte"    | 2002 | DJ Quik               | Under tha Influence                  |
| "What!"         | 2002 | Eve                   | Eve-Olution                          |
| "The Watcher 2" | 2002 | Jay-Z, Dr. Dre, Rakim | The Blueprint²: The Gift & the Curse |
| "Truth Hurts"   | 2010 | 40 Glocc              | New World Agenda                     |